# Natación en los Juegos Olímpicos de Londres 2012 – 100 metros estilo espalda femenino
El evento de 100 metros estilo espalda femenino de natación olímpica en los Juegos Olímpicos de Londres 2012 tomó lugar el 29 y 30 de julio en el  Centro Acuático de Londres.

## Récords
Antes de esta competición, los récords mundial y olímpico eran:
| Récord del Mundo | Gemma Spofforth (GBR) | 58.12 | Roma, Italia | 28 de julio de 2009  |
| Récord Olímpico  | Kirsty Coventry (ZIM) | 58.77 | Pekín, China | 11 de agosto de 2008 |

Durante la competición se estableció un nuevo récord olímpico:
| Fecha       | Ronda  | Nombre        | Nacionalidad    | Tiempo | Notas |
| ----------- | ------ | ------------- | --------------- | ------ | ----- |
| 29 de julio | Series | Emily Seebohm | Australia (AUS) | 58.23  | RO    |

## Resultados

### Series

#### Serie 1
| Rank | Línea | Nombre              | Nacionalidad   | Tiempo  | Notas |
| ---- | ----- | ------------------- | -------------- | ------- | ----- |
| 1    | 3     | Karen Vilorio       | Honduras (HON) | 1:06.38 |       |
| 2    | 4     | Monica Ramirez      | Andorra (AND)  | 1:07.72 |       |
| 3    | 5     | Ines Remersaro      | Uruguay (URU)  | 1:08.03 |       |
| 4    | 6     | Anahit Barseghyan   | Armenia (ARM)  | 1:08.19 |       |
| 5    | 2     | Angelique Trinquier | Mónaco (MON)   | 1:10.79 |       |

#### Serie 2
| Rank | Línea | Nombre                  | Nacionalidad     | Tiempo  | Notas |
| ---- | ----- | ----------------------- | ---------------- | ------- | ----- |
| 1    | 8     | Tao Li                  | Singapur (SIN)   | 1:01.60 | RN    |
| 2    | 3     | Eyglo Osk Gustafsdottir | Islandia (ISL)   | 1:02.40 | RN    |
| 3    | 4     | Melanie Nocher          | Irlanda (IRL)    | 1:02.44 |       |
| 4    | 1     | Anja Carman             | Eslovenia (SLO)  | 1:02.68 |       |
| 5    | 5     | Sanja Jovanovic         | Croacia (CRO)    | 1:03.38 |       |
| 6    | 6     | Eszter Povazsay         | Hungría (HUN)    | 1:03.55 |       |
| 7    | 7     | Yekaterina Rudenko      | Kazajistán (KAZ) | 1:03.64 |       |
| 8    | 2     | Hazal Sarikaya          | Turquía (TUR)    | 1:04.80 |       |

#### Serie 3
| Rank | Línea | Nombre                  | Nacionalidad        | Tiempo  | Notas |
| ---- | ----- | ----------------------- | ------------------- | ------- | ----- |
| 1    | 4     | María Fernanda González | México (MEX)        | 1:01.28 |       |
| 2    | 5     | Alicja Tchorz           | Polonia (POL)       | 1:01.44 |       |
| 3    | 2     | Carolina Colorado       | Colombia (COL)      | 1:01.81 |       |
| 4    | 8     | Kimberly Buys           | Bélgica (BEL)       | 1:01.92 | RN    |
| 5    | 7     | Melissa Ingram          | Nueva Zelanda (NZL) | 1:01.94 |       |
| 6    | 6     | Ekaterina Avramova      | Bulgaria (BUL)      | 1:02.20 |       |
| 7    | 1     | Therese Svendsen        | Suecia (SWE)        | 1:03.11 |       |
| 8    | 3     | Hoishun Stephanie Au    | Hong Kong (HKG)     | 1:04.31 |       |

#### Serie 4
| Rank | Línea | Nombre                | Nacionalidad                  | Tiempo  | Notas |
| ---- | ----- | --------------------- | ----------------------------- | ------- | ----- |
| 1    | 5     | Emily Seebohm         | Australia (AUS)               | 58.23   | RO, Q |
| 2    | 6     | Georgia Davies        | Reino Unido (GBR)             | 59.92   | Q     |
| 3    | 4     | Zhao Jing             | República Popular China (CHN) | 59.97   | Q     |
| 4    | 8     | Kirsty Coventry       | Zimbabue (ZIM)                | 1:00.24 | Q     |
| 5    | 7     | Arianna Barbieri      | Italia (ITA)                  | 1:00.25 | Q     |
| 6    | 3     | Mie Nielsen           | Dinamarca (DEN)               | 1:00.38 |       |
| 7    | 1     | Duane da Rocha        | España (ESP)                  | 1:00.57 |       |
| 8    | 2     | Sharon van Rouwendaal | Países Bajos (NED)            | 1:00.61 |       |

#### Serie 5
| Rank | Línea | Nombre          | Nacionalidad         | Tiempo  | Notas |
| ---- | ----- | --------------- | -------------------- | ------- | ----- |
| 1    | 4     | Anastasia Zueva | Rusia (RUS)          | 59.88   | Q     |
| 2    | 6     | Julia Wilkinson | Canadá (CAN)         | 59.94   | Q     |
| 3    | 5     | Rachel Bootsma  | Estados Unidos (USA) | 1:00.03 | Q     |
| 4    | 7     | Gemma Spofforth | Reino Unido (GBR)    | 1:00.05 | Q     |
| 5    | 3     | Sinead Russell  | Canadá (CAN)         | 1:00.10 | Q     |
| 6    | 2     | Daryna Zevina   | Ucrania (UKR)        | 1:00.57 |       |
| 7    | 1     | Fabiola Molina  | Brasil (BRA)         | 1:01.40 |       |
| 8    | 8     | Elena Gemo      | Italia (ITA)         | 1:01.77 |       |

#### Serie 6
| Rank | Línea | Nombre           | Nacionalidad                  | Tiempo  | Notas |
| ---- | ----- | ---------------- | ----------------------------- | ------- | ----- |
| 1    | 4     | Missy Franklin   | Estados Unidos (USA)          | 59.37   | Q     |
| 2    | 3     | Belinda Hocking  | Australia (AUS)               | 59.61   | Q     |
| 3    | 5     | Aya Terakawa     | Japón (JPN)                   | 59.82   | Q     |
| 4    | 2     | Fu Yuanhui       | República Popular China (CHN) | 59.96   | Q     |
| 5    | 8     | Simona Baumrtová | República Checa (CZE)         | 59.99   | RN, Q |
| 6    | 1     | Alexianne Castel | Francia (FRA)                 | 1:00.16 | Q     |
| 7    | 6     | Jenny Mensing    | Alemania (GER)                | 1:00.72 |       |
| 8    | 7     | Laure Manaudou   | Francia (FRA)                 | 1:01.03 |       |

#### Sumario
| Rank | Serie | Línea | Nombre                  | Nacionalidad                  | Tiempo  | Notas |
| ---- | ----- | ----- | ----------------------- | ----------------------------- | ------- | ----- |
| 1    | 4     | 5     | Emily Seebohm           | Australia (AUS)               | 58.23   | RO, Q |
| 2    | 6     | 4     | Missy Franklin          | Estados Unidos (USA)          | 59.37   | Q     |
| 3    | 6     | 3     | Belinda Hocking         | Australia (AUS)               | 59.61   | Q     |
| 4    | 6     | 5     | Aya Terakawa            | Japón (JPN)                   | 59.82   | Q     |
| 5    | 5     | 4     | Anastasia Zueva         | Rusia (RUS)                   | 59.88   | Q     |
| 6    | 4     | 6     | Georgia Davies          | Reino Unido (GBR)             | 59.92   | Q     |
| 7    | 5     | 6     | Julia Wilkinson         | Canadá (CAN)                  | 59.94   | Q     |
| 8    | 6     | 2     | Fu Yuanhui              | República Popular China (CHN) | 59.96   | Q     |
| 9    | 4     | 4     | Zhao Jing               | República Popular China (CHN) | 59.97   | Q     |
| 10   | 6     | 8     | Simona Baumrtová        | República Checa (CZE)         | 59.99   | RN, Q |
| 11   | 5     | 5     | Rachel Bootsma          | Estados Unidos (USA)          | 1:00.03 | Q     |
| 12   | 5     | 7     | Gemma Spofforth         | Reino Unido (GBR)             | 1:00.05 | Q     |
| 13   | 5     | 3     | Sinead Russell          | Canadá (CAN)                  | 1:00.10 | Q     |
| 14   | 6     | 1     | Alexianne Castel        | Francia (FRA)                 | 1:00.16 | Q     |
| 15   | 4     | 8     | Kirsty Coventry         | Zimbabue (ZIM)                | 1:00.24 | Q     |
| 16   | 4     | 7     | Arianna Barbieri        | Italia (ITA)                  | 1:00.25 | Q     |
| 17   | 4     | 3     | Mie Nielsen             | Dinamarca (DEN)               | 1:00.38 |       |
| 18   | 4     | 1     | Duane da Rocha          | España (ESP)                  | 1:00.57 |       |
| =    | 5     | 2     | Daryna Zevina           | Ucrania (UKR)                 | 1:00.57 |       |
| 20   | 4     | 2     | Sharon van Rouwendaal   | Países Bajos (NED)            | 1:00.61 |       |
| 21   | 6     | 6     | Jenny Mensing           | Alemania (GER)                | 1:00.72 |       |
| 22   | 6     | 7     | Laure Manaudou          | Francia (FRA)                 | 1:01.03 |       |
| 23   | 3     | 4     | María Fernanda González | México (MEX)                  | 1:01.28 |       |
| 24   | 5     | 1     | Fabiola Molina          | Brasil (BRA)                  | 1:01.40 |       |
| 25   | 3     | 5     | Alicja Tchorz           | Polonia (POL)                 | 1:01.44 |       |
| 26   | 2     | 8     | Tao Li                  | Singapur (SIN)                | 1:01.60 | RN    |
| 27   | 5     | 8     | Elena Gemo              | Italia (ITA)                  | 1:01.77 |       |
| 28   | 3     | 2     | Carolina Colorado       | Colombia (COL)                | 1:01.81 |       |
| 29   | 3     | 8     | Kimberly Buys           | Bélgica (BEL)                 | 1:01.92 | RN    |
| 30   | 3     | 7     | Melissa Ingram          | Nueva Zelanda (NZL)           | 1:01.94 |       |
| 31   | 3     | 6     | Ekaterina Avramova      | Bulgaria (BUL)                | 1:02.20 |       |
| 32   | 2     | 3     | Eyglo Osk Gustafsdottir | Islandia (ISL)                | 1:02.40 | RN    |
| 33   | 2     | 4     | Melanie Nocher          | Irlanda (IRL)                 | 1:02.44 |       |
| 34   | 2     | 1     | Anja Carman             | Eslovenia (SLO)               | 1:02.68 |       |
| 35   | 3     | 1     | Therese Svendsen        | Suecia (SWE)                  | 1:03.11 |       |
| 36   | 2     | 5     | Sanja Jovanovic         | Croacia (CRO)                 | 1:03.38 |       |
| 37   | 2     | 6     | Eszter Povazsay         | Hungría (HUN)                 | 1:03.55 |       |
| 38   | 2     | 7     | Yekaterina Rudenko      | Kazajistán (KAZ)              | 1:03.64 |       |
| 39   | 3     | 3     | Hoishun Stephanie Au    | Hong Kong (HKG)               | 1:04.31 |       |
| 40   | 2     | 2     | Hazal Sarikaya          | Turquía (TUR)                 | 1:04.80 |       |
| 41   | 1     | 3     | Karen Vilorio           | Honduras (HON)                | 1:06.38 |       |
| 42   | 1     | 4     | Monica Ramirez          | Andorra (AND)                 | 1:07.72 |       |
| 43   | 1     | 5     | Ines Remersaro          | Uruguay (URU)                 | 1:08.03 |       |
| 44   | 1     | 6     | Anahit Barseghyan       | Armenia (ARM)                 | 1:08.19 |       |
| 45   | 1     | 2     | Angelique Trinquier     | Mónaco (MON)                  | 1:10.79 |       |

### Semifinales

#### Semifinal 1
| Rank | Línea | Nombre           | Nacionalidad                  | Tiempo  | Notas |
| ---- | ----- | ---------------- | ----------------------------- | ------- | ----- |
| 1    | 4     | Missy Franklin   | Estados Unidos (USA)          | 59.12   | Q     |
| 2    | 5     | Aya Terakawa     | Japón (JPN)                   | 59.34   | Q     |
| 3    | 7     | Gemma Spofforth  | Reino Unido (GBR)             | 59.70   | Q     |
| 4    | 6     | Fu Yuanhui       | República Popular China (CHN) | 59.82   | Q     |
| 5    | 2     | Simona Baumrtová | República Checa (CZE)         | 1:00:02 |       |
| 6    | 1     | Alexianne Castel | Francia (FRA)                 | 1:00:24 |       |
| 7    | 8     | Arianna Barbieri | Italia (ITA)                  | 1:00:27 |       |
| 8    | 3     | Georgia Davies   | Reino Unido (GBR)             | 1:00:56 |       |

#### Semifinal 2
| Rank | Línea | Nombre          | Nacionalidad                  | Tiempo  | Notas |
| ---- | ----- | --------------- | ----------------------------- | ------- | ----- |
| 1    | 4     | Emily Seebohm   | Australia (AUS)               | 58.39   | Q     |
| 2    | 2     | Zhao Jing       | República Popular China (CHN) | 59.55   | Q     |
| 3    | 3     | Anastasia Zueva | Rusia (RUS)                   | 59.68   | Q     |
| 4    | 5     | Belinda Hocking | Australia (AUS)               | 59.79   | Q     |
| 5    | 6     | Julia Wilkinson | Canadá (CAN)                  | 59.91   |       |
| 6    | 7     | Rachel Bootsma  | Estados Unidos (USA)          | 1:00.04 |       |
| 7    | 8     | Kirsty Coventry | Zimbabue (ZIM)                | 1:00.39 |       |
| 8    | 1     | Sinead Russell  | Canadá (CAN)                  | 1:00.57 |       |

#### Sumario
| Rank | Serie | Línea | Nombre           | Nacionalidad                  | Tiempo  | Notas |
| ---- | ----- | ----- | ---------------- | ----------------------------- | ------- | ----- |
| 1    | 2     | 4     | Emily Seebohm    | Australia (AUS)               | 58.39   | Q     |
| 2    | 1     | 4     | Missy Franklin   | Estados Unidos (USA)          | 59.12   | Q     |
| 3    | 1     | 5     | Aya Terakawa     | Japón (JPN)                   | 59.34   | Q     |
| 4    | 2     | 2     | Zhao Jing        | República Popular China (CHN) | 59.55   | Q     |
| 5    | 2     | 3     | Anastasia Zueva  | Rusia (RUS)                   | 59.68   | Q     |
| 6    | 1     | 7     | Gemma Spofforth  | Reino Unido (GBR)             | 59.70   | Q     |
| 7    | 2     | 5     | Belinda Hocking  | Australia (AUS)               | 59.79   | Q     |
| 8    | 1     | 6     | Fu Yuanhui       | República Popular China (CHN) | 59.82   | Q     |
| 9    | 2     | 6     | Julia Wilkinson  | Canadá (CAN)                  | 59.91   |       |
| 10   | 1     | 2     | Simona Baumrtová | República Checa (CZE)         | 1:00:02 |       |
| 11   | 2     | 7     | Rachel Bootsma   | Estados Unidos (USA)          | 1:00.04 |       |
| 12   | 1     | 1     | Alexianne Castel | Francia (FRA)                 | 1:00:24 |       |
| 13   | 1     | 8     | Arianna Barbieri | Italia (ITA)                  | 1:00:27 |       |
| 14   | 2     | 8     | Kirsty Coventry  | Zimbabue (ZIM)                | 1:00.39 |       |
| 15   | 1     | 3     | Georgia Davies   | Reino Unido (GBR)             | 1:00:56 |       |
| 16   | 2     | 1     | Sinead Russell   | Canadá (CAN)                  | 1:00.57 |       |

### Final
| Rank              | Línea | Nombre          | Nacionalidad                  | Tiempo  | Notas |
| ----------------- | ----- | --------------- | ----------------------------- | ------- | ----- |
| Medalla de oro    | 5     | Missy Franklin  | Estados Unidos (USA)          | 58.33   | RA    |
| Medalla de plata  | 4     | Emily Seebohm   | Australia (AUS)               | 58.68   |       |
| Medalla de bronce | 3     | Aya Terakawa    | Japón (JPN)                   | 58.83   | RA    |
| 4                 | 2     | Anastasia Zueva | Rusia (RUS)                   | 59.00   |       |
| 5                 | 7     | Gemma Spofforth | Reino Unido (GBR)             | 59.20   |       |
| 6                 | 6     | Zhao Jing       | República Popular China (CHN) | 59.23   |       |
| 7                 | 1     | Belinda Hocking | Australia (AUS)               | 59.29   |       |
| 8                 | 8     | Fu Yuanhui      | República Popular China (CHN) | 1:00.50 |       |